# Franciszek Bronisław Mickiewicz
Franciszek Bronisław Mickiewicz (ur. w sierpniu 1796 w Nowogródku, zm. 13 listopada 1862 w Rożnowie k. Obornik) – polski powstaniec, najstarszy brat Adama Mickiewicza. 

## Życiorys
Już od młodości w konflikcie z zaborcą rosyjskim, został uczestnikiem powstania listopadowego w randze podporucznika. Mianowany powstańczym rządcą Nowogródka w 1830 r. Walczył pod Warszawą, mianowany porucznikiem, udekorowany Srebrnym Krzyżem Virtuti Militari. Internowany w Prusach, pod Malborkiem. Za udział w powstaniu rodzina Mickiewiczów straciła pewne dobra (Zaosie, rodzinny dom w Nowogródku) na rzecz rządu rosyjskiego.
Mieszkał w Łukowie, a później od 1859 w Rożnowie, gdzie zmarł w 1862. Został pochowany przy miejscowym kościele. Autor pamiętnika, jednego ze źródeł dla biografów Adama Mickiewicza.
Był garbaty.